# Іскандаров Віталій Нуралійович
Віта́лій Нуралі́йович Ісканда́ров (нар. 13 грудня 1978 — пом. 6 лютого 2015) — старший солдат Збройних сил України, учасник російсько-української війни.

## Життєпис
1995 року закінчив Павлівську ЗОШ, де навчався з 5 класу.
У часі війни — старший сапер-гранатометник інженерно-технічної роти 57-ї окремої мотопіхотної бригади. Під Дебальцевим виконував бойові завдання у складі зведеного загону 57-ї й 128-ї бригад з посилення взводного опорного пункту.
Зник безвісти 6 лютого 2015-го після бою в Чорнухиному під час танкової атаки російських збройних формувань на взводно-опорний пункт «Віталій». Тоді ж загинули старший лейтенант Микола Карнаухов та солдати Олександр Мокляк й Євген Шверненко.
Упізнаний серед загиблих.
Без Віталія лишились мама Ганна Миколаївна, дружина Олена, двоє дітей.
7 березня 2015-го похований в селі Вільне.

## Нагороди та вшанування
За особисту мужність і героїзм, виявлені у захисті державного суверенітету та територіальної цілісності України, вірність військовій присязі під час російсько-української війни, відзначений — нагороджений
- Указом Президента України № 270/2015 від 15 травня 2015 року — орденом «За мужність» III ступеня (посмертно)[1]
- занесений до Книги Пошани Світловодського району (рішенням Світловодської районної ради, 22.4.2016)
- 12 вересня 2015-го у Павлівці на будівлі місцевої школи відкрито меморіальну дошку честі випускника Віталія Іскандарова.